# Henri Welschinger

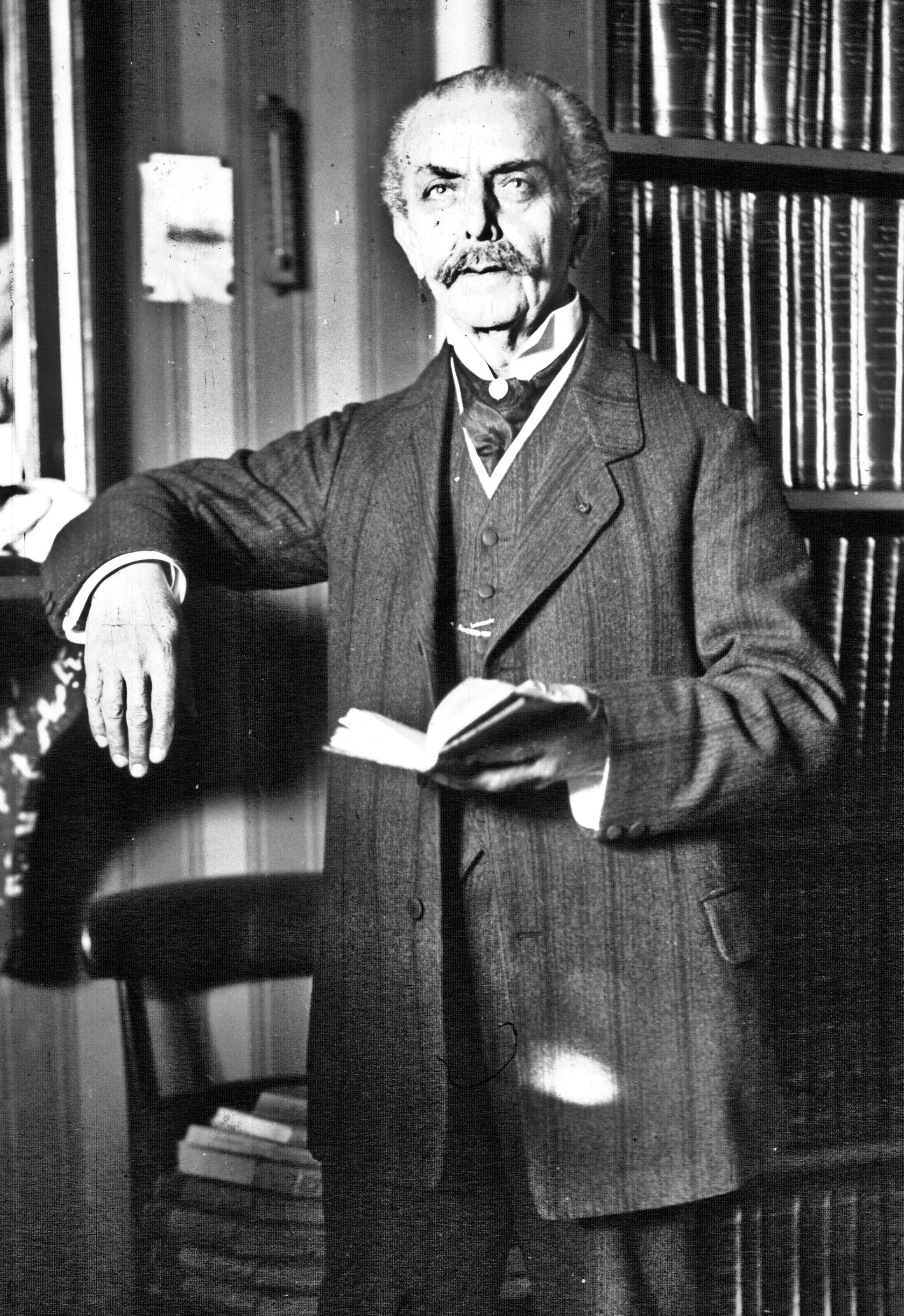
Henri Welschinger (1909)

Henri Welschinger (* 2. Februar 1846 in Muttersholtz; † 3. November 1919 in Viroflay) war ein französischer Archivar und Historiker.

## Leben
Nach dem Besuch der Grundschule trat Welschinger in das Knabenseminar Notre-Dame des Champs in Paris ein und erhielt eine klassische Bildung. 1867 begann er seinen Dienst als Archivar in der französischen Nationalversammlung, nahm später administrative Tätigkeiten in der Senatsverwaltung wahr und arbeitete 42 Jahre im Palais du Luxembourg.
1907 wurde er in die Akademie der Moralischen und Politischen Wissenschaften berufen und besetzte einen Lehrstuhl in der Sektion V mit der Bezeichnung „Allgemeine Geschichte und Philosophie“.

## Veröffentlichungen (Auswahl)
- Mirabeau in Berlin als geheimer Agent der französischen Regierung, 1786–1787, 1900
- Der Krieg von 1870: Ursachen und Verantwortungen, 1910